# 네일리 크루스

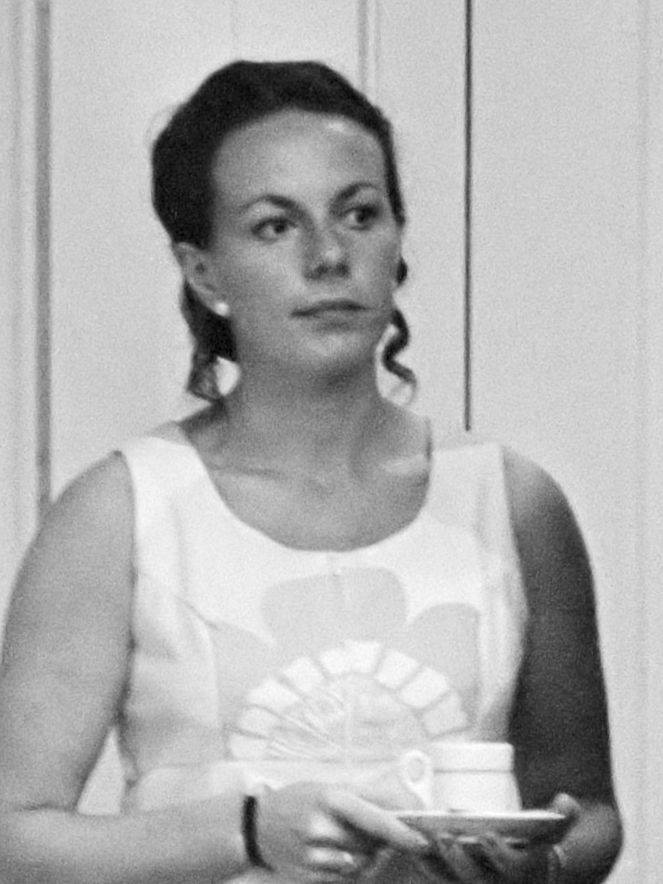
네일리 크루스

네일리 크루스(네덜란드어: Neelie Kroes)는 네덜란드의 정치인이다. 은퇴하기 전까지 자유민주국민당 소속이었다.